# C'è solo l'Inter
C'è solo l'Inter è l'inno ufficiale dell'Inter, composto da Elio e Graziano Romani e cantato da Romani.

## Descrizione
Il brano, pubblicato nell'estate 2002, è dedicato allo storico vicepresidente nerazzurro Giuseppe Prisco (deceduto nel dicembre 2001).